# Ligeløn
 Denne artikel omhandler overvejende eller alene danske forhold. Hjælp gerne med at gøre artiklen mere almen.
Ligeløn vil sige, at kvinder og mænd skal have samme løn for sammenligneligt lønarbejde. Ifølge Ligelønsloven skal enhver arbejdsgiver yde kvinder og mænd lige løn, for så vidt angår alle lønelementer og lønvilkår, for samme arbejde eller for arbejde, der tillægges samme værdi. Krav om ligeløn anvendtes som slogan i kvindernes kamp for ligeberettigelse, i Danmark indførtes ligeløn i overenskomsterne i 1973 og i 1976 ved lov. Ligelønsloven af 4. februar 1976 byggede på EF's ligelønsdirektiv fra 1975.
Lønkommissionen konkluderede i sin rapport, at der er en lønforskel på 14-18 % på det private arbejdsmarked, og 15-20 % på det offentlige arbejdsmarked. Korrigeres statistisk for uddannelse og erhvervserfaring mv. (men ikke for jobindhold), reduceres forskellene til ca. 7%. Kommissionen forsøgte desuden, som en tilnærmelse til Ligelønslovens princip om samme løn for samme arbejde, at sammenligne faggrupper parvis på baggrund af jobbeskrivelser, der er udarbejdet af de relevante overenskomstparter. Kommissionen måtte imidlertid konstatere, at man "ikke på de givne præmisser, herunder den valgte metode, ment[e] sig i stand til at vurdere, om de konkrete sammenligningsgrupper ud fra en overordnet og samlet betragtning udfører arbejde, der kan antages at have samme værdi."